# USR PLUS
USR PLUS – rumuńska koalicja partii politycznych o profilu liberalnym, działająca w latach 2019–2021.

## Historia
W lutym 2019 Dan Barna i Dacian Cioloș, liderzy Związku Zbawienia Rumunii (USR) oraz Partii Wolności, Jedności i Solidarności (PLUS), ogłosili zawiązanie koalicji politycznej pod nazwą Alianța 2020 USR-PLUS. W wyborach europejskich w tym samym roku sojusz zajął trzecie miejsce, otrzymując 22,4% głosów i 8 mandatów w PE IX kadencji. Dan Barna został następnie wspólnym kandydatem w wyborach prezydenckich w 2019; zajął trzecie miejsce w pierwszej turze głosowania.
Obie formacje kontynuowały współpracę, w sierpniu 2020 wspólny kongres zdecydował o utworzeniu jednej partii. W wyborach parlamentarnych w 2020 partie wystartowały nadal w ramach koalicji (pod szyldem USR PLUS). Lista ta otrzymała 15,4% głosów do Izby Deputowanych (55 mandatów) oraz 15,9% głosów do Senatu (25 mandatów). W grudniu 2020 obie partie koalicyjne USR i PLUS zawarły porozumienie z PNL i UDMR, współtworząc rząd Florina Cîțu.
W kwietniu 2021 sąd ostatecznie zatwierdził fuzję i powołanie wspólnego ugrupowania USR PLUS. Współprzewodniczącymi zostali Dan Barna i Dacian Cioloș. We wrześniu tegoż roku doszło do kryzysu w ramach koalicji, z gabinetu odeszli wówczas wszyscy ministrowie rekomendowani przez liberałów. W październiku 2021 Dacian Cioloș został powołany na jedynego przewodniczącego partii, pokonał w drugiej turze wewnętrznych wyborów Dana Barnę. Samo ugrupowanie podjęło decyzję o powrocie do nazwy Związek Zbawienia Rumunii (co formalnie zakończyło korzystanie z szyldu USR PLUS).